# Новосёлки (Дворецкий сельсовет, Дятловский район)
Новосёлки (бел. Навасёлкі) — деревня в Дворецком сельсовете Дятловского района Гродненской области Беларуси. По переписи населения 2009 года в Новосёлках проживало 4 человека. Площадь сельского населённого пункта составляет 14,44 га, протяжённость границ — 2,42 км.

## Этимология
Название деревни имеет смысловое значение «новое поселение».

## География
Новосёлки расположены в 16 км к юго-востоку от Дятлово, 157 км от Гродно, 9 км от железнодорожной станции Выгода.

## История
Согласно переписи населения 1897 года Новосёлки — деревня в Роготненской волости Слонимского уезда Гродненской губернии (14 домов, 92 жителя). В 1905 году численность населения деревни составила 118 жителей.
В 1921—1939 годах Новосёлки находились в составе межвоенной Польской Республики. В 1923 году в Новосёлках имелось 16 хозяйств, проживало 83 человека. В сентябре 1939 года Новосёлки вошли в состав БССР.
В 1996 году Новосёлки входили в состав Роготновского сельсовета и совхоза «Роготно». В деревне насчитывалось 12 хозяйств, проживало 14 человек.
28 августа 2013 года деревня была передана из упразднённого Роготновского в Дворецкий сельсовет.